# Pimpirev Ice Wall
La Pimpirev Ice Wall (in lingua bulgara: Пимпирев скат (историческо), Pimpirev scat (istoritsesko)) è una scarpata di ghiaccio rettilinea e lunga 50&bnsp;m, disposta in senso parallelo a circa un centinaio di metri di distanza dalla costa dell'Emona Anchorage,  nel settore orientale dell'Isola Livingston, che fa parte delle Isole Shetland Meridionali, in Antartide. 
Si estende dal vertice settentrionale dell'Emona Anchorage per 3,7 km in direzione ovest-sudovest.

## Denominazione
La denominazione è stata assegnata il 29 ottobre 1996 dalla Commissione bulgara per i toponimi antartici in onore di Christo Pimpirev, geologo della Prima Spedizione antartica bulgara del 1987/88 e leader delle successive campagne antartiche. L'attuale denominazione Pimpirev Ice Wall (historical) conserva la denominazione originaria, ma al tempo stesso riflette il fatto che la continua fusione del ghiaccio rende l'elemento geografico meno importante e riconoscibile di quanto era in passato. La variazione è stata approvata il 6 dicembre 2010.
L'originaria denominazione Pimpirev Ice Wall era stata inizialmente assegnata a quello che il 4 novembre 2005 fu poi denominato Ghiacciaio Pimpirev.

## Localizzazione
Il ghiacciaio è centrato alle coordinate 62°37′S 60°24′W.

## Mappe
- L.L. Ivanov. Livingston Island: Central-Eastern Region. Scale 1:25000 topographic map.  Sofia: Antarctic Place-names Commission of Bulgaria, 1996.
- L.L. Ivanov et al. Antarctica: Livingston Island and Greenwich Island, South Shetland Islands. Scale 1:100000 topographic map. Sofia: Antarctic Place-names Commission of Bulgaria, 2005.
- L.L. Ivanov. Antarctica: Livingston Island and Greenwich, Robert, Snow and Smith Islands. Scale 1:120000 topographic map.  Troyan: Manfred Wörner Foundation, 2009.  ISBN 978-954-92032-6-4